# Volta à La Rioja
A Volta à La Rioja é uma competição ciclista por etapas profissional do calendário ciclista espanhol que se disputa na região de La Rioja.
Até 1995 celebrava-se em setembro, proximo às Festas de São Mateus de Logroño. A partir de 1996 disputa-se no mês de abril, para evitar a coincidência com a Volta a Espanha. Desde a criação dos Circuitos Continentais UCI em 2005 faz parte do UCI Europe Tour, dentro da categoria 2.1 primeiro e em 2009 como passou a durar somente um dia, disputado em forma de clássica se modificou sua categoria à 1.1.
A sua organização corre a cargo do Clube Ciclista Logroñés.Club Ciclista Logroñés</ref>

## Palmarés

### Classificação geral
| Ano  | Ganhador                       | Segundo                    | Terceiro                      |
| ---- | ------------------------------ | -------------------------- | ----------------------------- |
| 1957 | Albert Sant Alenta             | Cosme Barrutia             | Salvador Botella              |
| 1958 | Manuel Martín Piñera           | José Antonio Musitu        | Luciano Montero               |
| 1959 | Não se disputou                |                            |                               |
| 1960 | Ángel Rodríguez                | Juan Campillo              | Raúl Rey                      |
| 1961 | Não se disputou                |                            |                               |
| 1962 | Carlos Echeverría              | Adolfo Legarra             | Sebastián Elorza              |
| 1963 | Carlos Echeverría              | José Antonio Momeñe        | Antón Barrutia                |
| 1964 | Antón Barrutia                 | Carlos Echeverría          | Ramón Mendiburu               |
| 1965 | Juan María Uribezubia          | Valentín Uriona            | Carlos Echeverría             |
| 1966 | Antonio Gómez del Moral        | Mariano Díaz               | José Manuel Lasa              |
| 1967 | Gabino Ereñozaga               | Eugenio Lisarde            | Andrés Gandarias              |
| 1968 | Ramón Mendiburu                | José Ramón Goyeneche       | Jesús Roda                    |
| 1969 | Luis Ocaña                     | Andrés Gandarias           | Francisco Galdós              |
| 1970 | Carlos Echeverría              | José Luis Galdames         | Juan María Santisteban        |
| 1971 | Jesús Manzaneque               | José Casas                 | José Luis Abilleira           |
| 1972 | José Antonio Pontón            | Luis Pedro Santamarina     | Antonio Martos                |
| 1973 | Jesús Manzaneque               | Francisco Galdós           | José Pesarrodona              |
| 1974 | Jesús Manzaneque               | Juan Manuel Santisteban    | José Casas                    |
| 1975 | Javier Elorriaga               | Jesús Manzaneque           | Vicente López Carril          |
| 1976 | Não se disputou                |                            |                               |
| 1977 | Rafael Ladrón de Guevara       | Domingo Perurena           | Carlos Melero                 |
| 1978 | Francisco Galdós               | Vicente Belda              | Marino Lejarreta              |
| 1979 | Eulalio García                 | Jesús Manzaneque           | Ángel López del Álamo         |
| 1980 | Jesús Suárez Cuevas            | Eulalio García             | Vicente Belda                 |
| 1981 | Isidro Juárez                  | Alberto Fernández          | Juan Fernández                |
| 1982 | Marino Lejarreta               | Vicente Belda              | Eulalio García                |
| 1983 | Eduardo Chozas                 | Arsenio González           | Enrique Aja                   |
| 1984 | Iñaki Gastón                   | Julián Gorospe             | Jesús Blanco Villar           |
| 1985 | Francisco Antequera            | Enrique Maltrata           | Jesús Blanco Villar           |
| 1986 | José Luis Laguía               | Mariano Sánchez            | Francisco Antequera           |
| 1987 | Raimund Dietzen                | Iñaki Gastón               | Julián Gorospe                |
| 1988 | Federico Echave                | Marino Alonso              | Juan Carlos González Salvador |
| 1989 | Enrique Aja                    | Julián Gorospe             | Fernando Quevedo              |
| 1990 | Alfonso Gutiérrez              | Iñaki Gastón               | Enrique Aja                   |
| 1991 | Não se disputou                |                            |                               |
| 1992 | Mikel Zarrabeitia              | Antonio Martín Velasco     | Viktor Klimov                 |
| 1993 | Laurent Jalabert               | Kiko García                | Asiate Saitov                 |
| 1994 | José María Jiménez             | Alex Zülle                 | David García                  |
| 1995 | Miguel Indurain                | José María Jiménez         | Laudelino Cubino              |
| 1996 | Roberto Serra                  | Herminio Díaz Zabala       | Francisco Cabello             |
| 1997 | José María Jiménez             | Santiago Blanco            | Marcos Serrano                |
| 1998 | Abraham Olano                  | Juan Carlos Domínguez      | Santiago Blanco               |
| 1999 | Juan Carlos Domínguez          | Jan Hruška                 | Igor González de Galdeano     |
| 2000 | Miguel Ángel Martín Perdiguero | Ángel Vicioso              | Roberto Heras                 |
| 2001 | César Solaun                   | Aitor Kintana              | José María Jiménez            |
| 2002 | Carlos Torrent                 | Denis Menchov              | Xavier Florencio              |
| 2003 | Félix Cárdenas                 | Francisco Mancebo          | José Manuel Maestre           |
| 2004 | Vladimir Karpets               | José Ángel Gómez Marchante | Josep Jufré                   |
| 2005 | Javier Pascual Rodríguez       | Israel Pérez               | Jaume Rovira Pous             |
| 2006 | Ricardo Serrano                | Rubén Plaza                | Vladimir Efimkin              |
| 2007 | Rubén Plaza                    | Vladimir Karpets           | Candido Barbosa               |
| 2008 | Manuel Calvente                | Sergio Pardilla            | Niklas Axelsson               |
| 2009 | David García Dapena            | Ángel Vicioso              | Manuel Vázquez Hueso          |
| 2010 | Ángel Vicioso                  | Aitor Pérez Arrieta        | Marcos García                 |
| 2011 | Imanol Erviti                  | Juan Pablo Suárez          | Giovanni Báez                 |
| 2012 | Evgeny Shalunov                | Pablo Urtasun              | Mikhail Antonov               |
| 2013 | Francesco Lasca                | Michael Matthews           | Ken Hanson                    |
| 2014 | Michael Matthews               | Francesco Lasca            | Carlos Barbero                |
| 2015 | Caleb Ewan                     | Daryl Impey                | Andrea Palini                 |
| 2016 | Michael Matthews               | Carlos Barbero             | Samuel Caldeira               |
| 2017 | Rory Sutherland                | Michael Albasini           | José Joaquín Rojas            |